# Pyronota coerula
Pyronota coerula är en skalbaggsart som beskrevs av Thomas Broun 1893. Pyronota coerula ingår i släktet Pyronota och familjen Melolonthidae. Inga underarter finns listade i Catalogue of Life.